# S.A.R.S.
S.A.R.S. (kratica za Sveže amputirana ruka Satrianija) srpski je glazbeni sastav osnovan 2006. godine u Beogradu. Njihov zvuk karakterizira širok raspon žanrova; prevladavaju rock, reggae, ska i hip hop, u novije vrijeme pop, a primjetni su i utjecaji tradicionalne srpske glazbe.
Izniman uspjeh na čitavom prostoru bivše Jugoslavije postigli su pjesmom "Buđav lebac", koja je postavljena na YouTube bez ikakve promocije zajedno sa spotom izrađenim praktički bez sredstava na kućnom računalu. Poslije su postigli još veći uspjeh pjesmom "Lutka".
S.A.R.S. je imao prvi koncert u Hrvatskoj u Zagrebu 2009. godine u klubu "Željezničar", koji je bio prepun pred 400-500 ljudi. Popularnost im je rasla pa su u listopadu 2016. u dva dana okupili gotovo 20 tisuća ljudi u Domu Sportova u Zagrebu. S.A.R.S. je tijekom proteklih godina nekoliko puta proputovao cijelu Hrvatsku pa su tako samo 2014. imali 27 koncerata u Hrvatskoj. Na Tvrđavi sv. Mihovila u Šibeniku održali su svoj prvi akustični koncert u karijeri u lipnju 2017. S.A.R.S je dosad u svojim pjesmama surađivao sa Sašom Antićem iz TBF-a i Brkovima, od hrvatskih glazbenika, a Filip Dizdar režirao je nekoliko video spotova: "Klinka" (snimljena u Zagrebu), "Ikone pop kulture", "Neka te kraj mene" i "Dane brojim", u kojima su nastupili i hrvatski glumci i statisti. 

## Ime
Puno ime sastava je "Sveže amputirana ruka Satrianija", skraćeno S.A.R.S. Ime je nastalo u vrijeme kada je jedan od najboljih gitarista današnjice Joe Satriani gostovao u srpskoj prijestolnici. Nakon jedne probe pod utjecajem alkohola, članovi grupe maštali su o tome kako bi dobro bilo amputirati Satrianijevu ruku i nakalemiti je njihovom gitaristu te da li bi on tada jednako dobro svirao kao Satriani. Budući da im se svidjela ta šala, nastalo je ime S.A.R.S. (Sveže Amputirana Ruka Satrianija). Joe Satriani čuo je za to i simpatično mu je što postoji grupa nazvana po njemu.

## Počeci
Grupu su osnovali u ožujku 2006. godine u Beogradu: Aleksandar Luković i Dragan Kovačević. Prvu postavu činili su: Žarko Kovačević (brat Dragana Kovačevića, vokal), Dragan Kovačević (vokal), Vladimir Popović (vokal), Aleksandar Luković (gitara), Miloš Kovačević (bas gitara), Branislav Lučić (udaraljke), Goran Mladenović (bubnjevi) i Ivana Blažević (violina). Imali su tri vokala u početku. Kasnije je Vladimir Popović otišao iz grupe, a Dragan Kovačević je postao menadžer i tekstopisac grupe te je jedini vokal ostao Žarko Kovačević, koji je do danas vodeći vokal grupe. Svi članovi potječu iz različitih glazbenih sredina. Mnogi su došli iz drugih grupa, koje su bile slabo poznate. U fuziji glazbenih pravaca i ideja iz kojih su potekli nastaje jedinstveni zvuk i stil benda. Nakon nekoliko manjih svirki po beogradskim klubovima i nastupa u niškom K.S.T.-u (Klubu studenata tehnike), bend je doživio krizu. Početkom 2008. godine, basist Miloš Kovačević odlazi u vojsku, a Goran Mladenović i Ivana Blažević napuštaju sastav, pa bend privremeno prestaje s radom.
U tom razdoblju, prijatelj Miloša Kovačevića upoznat s njihovim radom, uzima pjesmu s njihovog službenog MySpace profila i radi video spot za pjesmu "Buđav lebac" (snimljenu u skromnim uvjetima kućne produkcije na kineskim zvučnicima) i postavlja na YouTube. Taj prvi video spot za "Buđav lebac" više se ni ne nalazi na YouTubeu.
Pjesma "Buđav lebac" (hrv. pljesnjiv kruh) ostvaruje veliku popularnost na prostoru Srbije i bivše Jugoslavije. Uspjeh i prihvaćenost pjesme poseban je sociološki i kulturološki fenomen. Pogotovo uzimajući u obzir da se radilo o potpuno anonimnom bendu bez novčane podrške i klasične medijske promocije. To je pjesma alternativne, underground scene, čiji je jedini medij prezentacije bio internet. Pjesma je nastala na studentskim prosvjedima na Filozofskom fakultetu kad se podizala školarina pa su studenti razmišljali: "Što ćemo mi jesti ako platimo školarinu?" Onda je Dragan Kovačević došao s izjavom: "Čik, pogodi šta imam za večeru? – Buđav lebac".
Fenomen pjesme ohrabrio je preostale članove, da se ponovo okupe sredinom 2008. godine i nastave snimanje demopjesama. Sastavu se pridružuju novi članovi: Miloš Bakalović - Bakal (bubnjevi) i Boris Tasev - Bora (klavijature, harmonika). Članovi koji više nisu bili u S.A.R.S.-u osnovali su VHS (Very Heavy S.A.R.S.) 2009. godine. Nastupali su po alternativnim klubovima svirajući žešći rock, punk i heavy metal te promovirali anarhiju i borbu protiv korumpiranih političara. 

## Prvi album - "S.A.R.S."
Nedugo nakon "Buđavog lebca", u ožujku 2009. godine, sastav dovršava svoj prvi studijski album za srpsku izdavačku kuću PGP RTS uz producentsku pomoć Đorđa "Sky Wikluha" Miljenovića. Usprkos nagradama POPBOKS-a za najbolju pjesmu i otkriće 2008. godine, Uroš Smiljanić, kritičar istog elektroničkog časopisa, izdaje recenziju u kojoj zaključuje kako je istoimeni debitantski album S.A.R.S.-a "tanak sloj prost(ačk)og humora i jeftinijeg formalnog eksperimentiranja razmazan preko debelog komada ničega." Uroš Milovanović ocijenio je ovaj album potpuno drugačijim: "Vrstu osvježenja u izrazu bend nadograđuje odličnim pjevanjem, solidnom svirkom... i vještim korištenjem svoje žanrovske fleksibilnosti zarad postizanja željenog efekta."
Najpopularnije pjesme s albuma su: "Buđav lebac", "Ratujemo ti i ja", "Debeli lad" i "Rakija", koje grupa i danas svira na koncertima. U video spotu za pjesmu "Rakija", na boci rakije piše "sarsovača". 
Autori pjesama su Dragan Kovačević i Vladimir Popović, a glavni vokal je Žarko Kovačević. Prateći vokal je Sanja Lalić, koja je s Žarkom Kovačevićem i svojim bratom Branislavom Lalićem pjevala u grupi "MVP" (Mi volimo pršutu). Došla je u S.A.R.S. na poziv Žarka Kovačevića. Na prijedlog Sanje Lalić, u bend je došao i njen prijatelj trubač Nebojša Pavlović. Sanja i Nebojša najmlađi su članovi, rođeni 1989. godine, a Žarko je nešto stariji rođen 1984. godine. Od tada 2009. godine, postava S.A.R.S.-a više se nije mijenjala.
Nakon izdavanja albuma, prvi nastup imali su u Skopju, uskoro i u Zagrebu iste 2009. godine u klubu "Željezničar", a do kraja 2010. imali su još sedamdesetak nastupa. U siječnju 2010. godine potpisali su glazbu za seriju "Može i drugačije". To im je bio prvi izlet u snimanje filmske glazbe. Sredinom siječnja 2011. prvi puta su nastupili izvan bivše Jugoslavije u Zürichu u Švicarskoj u klubu "STALL6".

## Albumi "Perspektiva" i "Kuća časti"
Perspektiva je drugi studijski album objavljen 1. siječnja 2011. godine za izdavačku kuću MTV Adria. Album je objavljen kao besplatno izdanje kao i svi sljedeći albumi, s internetskim poveznicama za preuzimanje dostupnim na službenoj internetskoj stranici grupe kao i regionalnim internetskim stranicama MTV-a. U prva tri mjeseca nakon objavljivanja, album je preuzet oko 50 tisuća puta. S.A.R.S. je imao negativna iskustva s prvim albumom, koji je bio u klasičnom obliku pa su se prilikom drugoga albuma odlučili za drugačiji pristup, koji je bio uspješniji i kojim su došli do novih slušatelja. 
Dio pjesama s albuma "Perspektiva" svirali su na koncertima i prije objavljivanja albuma. Naslovna pjesma "Perspektiva" nije bila odmah objavljena na albumu, nego je tek kasnije prirodana. Ona je postigla veću slušanost i popularnost i od do tada njihovoga prvoga hita "Buđav lebac". "Perspektivu" su izvodili od 2009. godine, no u posve drugačijem aranžmanu pa su je od koncerta do koncerta uobličavali i brusili u finalnu formu. Bilo je vrlo teško prenijeti energiju pjesme s izvedbe uživo u studijsku izvedbu. Album djeluje kao kompilacija sastavljena od raznih bendova, a razlog tome je raznovrsnost žanrova (reggae, ska, rock, folk) koji se protežu pjesmama od samog početka pa sve do kraja albuma, a što je slučaj i na većini sljedećih albuma grupe. Teme pjesama su također šarolike od buntovnih socijalno-političkih do ljubavnih.
U glazbenom spotu za pjesmu "Perspektiva", kao i u kasnijem spotu za pjesmu "Lutka" u glavnoj ulozi pojavljuje se Irena Krstić, manekenka i glazbenica koja nastupa kao DJ Šustera.
Album "Kuća časti" iz 2013. sastoji se od 11 pjesama, a najpopularnije pjesme su "Lutka" i "Ti, ti, ti". "Lutka" je postala i najpopularnija pjesma S.A.R.S.-a uopće. Nastala je još 2009. godine, ali je objavljen tek 4 godine kasnije, jer se nije uklapala na prijašnje albume. Česta je pjesma na vjenčanjima kao prvi ples i prilikom prosidbi, koje su se događale i na koncertima S.A.R.S.-a. Glazba "Lutke" prerada je skladbe klasične glazbe "Canon in D" njemačkoga skladatelja Johanna Pachelbela. Ta skladba osnova je za mnoge popularne moderne pjesme poput: "Go West" Pet Shop Boysa, "C U When U Get There" repera Coolija, "Don't Look Back in Anger" Oasisa i dr.
Tekst za "Lutku" napisali su Dragan Kovačević i Antonio Pešut. Spot je snimio Vladimir Milošević, koji je doveo do kontroverzi oko značenja. Ima teorija, da su pjesma i spot puni simbola vezanih za drogu. Naziv "lutka" asocira na narkomanski žargon "polutka" (što znači droga), dio teksta glasi "i toj drogi bit ću predan, makar ost’o čedan" Plave čarape koje nosi djevojka u vjenčanici u spotu sinonim su za pozitivan test na drogu (test ima kemijski indikator za drogu te se nakon trljanja određene površine pojavljuje plava boja ako je pozitivan). Autor pjesme oštro je opovrgnuo te navode prijeteći tužbom.
S.A.R.S. se pojavio i na albumu "Brkati gosti" hrvatske grupe "Brkovi" 2013. godine. Četvrti album grupe Brkovi ne sadrži nove pjesme, već stare u izvedbi njima prijateljskih bendova. S.A.R.S. je izveo pjesmu "Naša mala zemlja".

## Albumi "Ikone pop kulture", "Mir i ljubav" i "Proljeće"
"Ikone pop kulture" četvrti je studijski album S.A.R.S.-a objavljen 9. siječnja 2014. godine. Radni naziv ovoga albuma bio je "Ako mogu Beatlesi, možemo i mi", ali u posljednji čas promijenjen je naziv albuma. "Ikone pop kulture" došao je svega devet mjeseci od objavljivanja prethodnika. Objavljen je bez prethodnih najava. Najveću popularnost postigla je pjesma "Klinka".
Na ovom albumu nema modernih pop utjecaja već puno klasične organske svirke s utjecajima rocka, funka i ska/reggaea. Ima manje elemenata tradicionalne folk glazbe nego na prijašnja dva albuma. Pjesma drekavac govori o istoimenom mitološkom biću Južnih Slavena. "Funky music" s gostom Dee Jay Coldiem (jedini gost na albumu), rijedak je izlazak u funk grupe S.A.R.S. Naslovna pjesma "Ikone pop kulture" govori o moralnoj upitnosti trivijalnih instant zvijezda, o sprezi politike i estrade, koje u prvi plan stavljaju lažne vrijednosti. Filip Dizdar režirao je video spotove za pjesme s ovoga albuma: "Klinka", "Ikone pop kulture" i "Dane brojim". Snimljeni su u Hrvatskoj.
U suradnji s duom Dont napravljena je disco verzija pjesme "Buđav lebac" na engleskom jeziku pod nazivom "Moldy Bread" početkom 2014. Našla se u vrhu internetske stranice za preuzimanje glazbe "Beatport", kao i u play listama svjetskih DJ-a.
"Mir i ljubav (live)" prvi je koncertni album S.A.R.S.-a objavljen u siječnju 2015. godine. Snimljen je za vrijeme koncerta u Domu sportova u Zagrebu 25. listopada 2014. godine. Na ovom albumu nisu sve pjesme s koncerta, a djelomično je izostavljena i interakcija s publikom između pjesama. Koncert je bio unaprijed rasprodan, a na samom koncertu bila je odlična atmosfera i u potpunosti je uspio. S.A.R.S. je odsvirao bis koji se sačinjavao od pjesme "Buđav lebac" (koja nije na albumu) te ponavljanja pjesama "Lutka" i "Ti, ti, ti". Najuspjelija je bila izvedba pjesme "Lutka", koju je publika pjevala jednoglasno s grupom, postignuta je posebna atmosfera svjetlima tisuće mobitela i upaljača te je usred pjesme glavni vokal Žarko Kovačević zatražio da se prizor ovjekovječi fotoaparatom te izrekao oduševljenje riječima "jedna ljubav" S.A.R.S.-a i zagrebačke publike.
"Proljeće" je peti studijski album objavljen 2015. godine. Od gostiju, na albumu se pojavljuju: hrvatski pjevač Shamso69 (Brkovi) te Dialup Lama i JP Straight Jackin. Naslovna pjesma "Proljeće" govori o teškoj ekonomsko-političkoj situaciji: "U ovom dijelu svijeta proljeća nema i to mi smeta. U ovo vrijeme ludo, ostati ovdje je pravo čudo". Pjesma "Praktična žena", šalje snažnu poruku protiv nasilja nad ženama. U video spotu za tu pjesmu u početku je naizgled, uobičajeni scenarij nasilja koji se pretvara u lekcije iz samoobrane. Pjesma je dio inicijative "#CrazyEnoughToChangeTheWorld", koja predstavlja prvu u svijetu javnu "open source" bazu koja sadrži video materijale o društveno angažiranim pitanjima koji su besplatno dostupni svima za korištenje.
Spot za pjesmu "Ljubomora" snimljen je na dvoranskim koncertima u Metkoviću i Splitu, a u pjesmi i spotu gostuje Shamso69 iz hrvatske grupe Brkovi. U spotu "Za njom" pojavljuje se plesni par Tamara Stančić i Goran Vidaić, koji plešu na koreografiju Aleksandre Spasić i vjerno predočuju temu pjesme.

## Posljednji album i LP album
"Posljednji album" sedmi je studijski album S.A.R.S.-a objavljen 2016. godine za izdavačke kuće Dallas Records i Lampshade Media. Glasine da grupa prestaje s radom nakon objavljivanja "Posljednjeg albuma" nisu bile točne. Naime, članovi grupe smatraju da su albumi zastarjeli format, pa će u budućnosti nastaviti izdavati samo singlove. Ovim albumom, grupa je proslavila 10. godina postojanja. Od gostiju, na albumu se pojavljuju: hrvatski reper Kandžija te Ničim izazvan, Biške i Kriki. Na ovom albumu predvladava pop-rock glazba, a drugi glazbeni žanrovi (ska, reggae, folk) puno manje nego na prijašnjim albumima. Većina pjesama je o ljubavi, dok je pjesma "Istok Zapad" o odlasku mladih u strane zemlje, a "Diploma" o kupnji diploma i pomaknutim vrijednostima.
S.A.R.S. je do danas uz albume objavio i 19 glazbenih video spotova, od kojih većina ima po nekoliko milijuna pregleda na YouTubeu, a među najpopularnijima su "Lutka", "Perspektiva", "To rade", "Ratujemo ti i ja". Video spot za pjesmu "Glupost" s ovoga albuma, koji su snimili sa sastavom Ničim izazvan, za pet dana zabilježio je preko 100.000 pregleda. U spotu se pojavljuju svi članovi oba sastava.
S.A.R.S. je novi album predstavio i na nastupima među ostalima u Australiji, Velikoj Britaniji, Italiji i Švicarskoj te u Domu Sportova u Zagrebu dvjema uspješnim koncertima u listopadu 2016.
S.A.R.S je za svoju desetogodišnjicu rada 2016. godine objavio LP izdanje simboličnoga naziva "10" na kojem se nalazi 10 pjesama. Ovo LP izdanje, predstavlja i neku vrstu rariteta, jer je u ograničenoj nakladi od samo 250 primjeraka.

## U Hrvatskoj
S.A.R.S. je imao prvi koncert u Hrvatskoj u Zagrebu 2009. godine u klubu "Željezničar", koji je bio prepun pred 400-500 ljudi. Nastupali su i sljedećih godina: dva puta na brucošijadi FER-a, jednom u klubu Hangar i jednom na glavnoj pozornici INmusica, a uzlet su doživjeli početkom 2013. kada su tri dana za redom rasprodali zagrebački klub KSET.  Imali su tri koncerta zaredom (četvrtak, subota, nedjelja) i u "Tvornici" u Zagrebu u ožujku 2014. Prvi koncert bio je rasprodan 38 dana uoči održavanja što je apsolutan rekord u brzini rasprodavanja koncerta najvećeg kluba u Zagrebu. Za vrijeme koncerta u Domu sportova u Zagrebu 25. listopada 2014. godine snimljen je prvi koncertni album grupe "Mir i ljubav". Te godine nastupili su 27 puta u Hrvatskoj.
S.A.R.S. je tijekom proteklih godina nekoliko puta proputovao cijelu Hrvatsku zabilježivši niz sjajnih, nezaboravnih nastupa. U Hrvatskoj imaju i najviše koncerata zbog velikog broja ljubitelja njihove glazbe i jer je u drugim susjednim zemljama standard niži pa se rjeđe i organiziraju koncerti. Prvi koncert u pulskoj Areni imao je zajedno s Dubiozom kolektiv u srpnju 2015. godine. Radio Pula prenosio je uživo koncert iz pulske Arene, a preuzele su ga i regionalne postaje Hrvatskoga radija: Rijeka, Zadar, Knin, Split, Dubrovnik i Osijek. Iste godine u kolovozu nastupili su na Špancirfestu u Varaždinu.
U listopadu 2016. u dva dana okupili su gotovo 20 tisuća ljudi u Domu Sportova u Zagrebu. Bilo je prodano oko 200-300 karata za oba dana. Koncerti nisu bili jednaki, nego je dio pjesama promijenjen na drugome koncertu. Unaprijed je najavljeno, da će biti dva koncerta u dva dana, a nije se čekalo da se prvo prodaju ulaznice za jedan koncert. To su prije S.A.R.S.-a u Zagrebu radili Rolling Stonesi sredinom sedamdesetih godina i Đorđe Balašević na povratničkom koncertu 2002. godine.
Pjesme S.A.R.S.-a ne mogu se čuti na hrvatskim radio postajama i televiziji, uz rijetke iznimke poput gostovanja u emisiji RTL Direkt kod Zorana Šprajca u listopadu 2016., kada je Žarko Kovačević najavio koncert u Domu sportova i pjevao pjesmu "To rade" svirajući na gitari, a Šprajc je otplesao iz studija. Na humanitarnom koncertu "Želim život" zaklade Ana Rukavina i NoveTV Zagreb na Trgu bana Jelačića, 19. prosinca 2016. među ostalim izvođačima nastupio je i S.A.R.S.
U Umagu je krajem svibnja 2017. održan prvi "Sea Star festival", na kojem je nastupio i S.A.R.S., a istoga mjeseca na Tvrđavi sv. Mihovila u Šibeniku održali su svoj prvi akustični koncert u karijeri.
S.A.R.S je dosad u svojim pjesmama surađivao od hrvatskih glazbenika sa Sašom Antićem iz TBF-a i Brkovima, a Filip Dizdar je režirao nekoliko video spotova S.A.R.S.-a: "Klinka" (snimljena u Zagrebu), "Ikone pop kulture", "Neka te kraj mene" i "Dane brojim", u kojima su nastupili i hrvatski glumci i statisti. Spot za pjesmu "Ljubomora" snimljen je na dvoranskim koncertima u Metkoviću i Splitu, a spot za pjesmu "Ti, ti, ti" na festivalu "Varaždin gori!".

## Diskografija
| Godina | Album                                               |
| ------ | --------------------------------------------------- |
| 2009.  | S.A.R.S.                                            |
| 2011.  | Perspektiva                                         |
| 2013.  | Kuća časti                                          |
| 2014.  | Ikone pop kulture                                   |
| 2015.  | Proljeće                                            |
| 2015.  | Mir i ljubav, live album iz Doma Sportova u Zagrebu |
| 2016.  | Posljednji album                                    |
| 2016.  | 10, LP album                                        |

## Aktivni članovi
- Dragan Kovačević – Žabac  - menadžer, tekstopisac i vođa grupe
- Žarko Kovačević - Žare – glavni vokal
- Aleksandar Luković - Lukac - gitara
- Boris Tasev - Bora – klavijature, harmonika
- Nenad Đorđević - Đole – bas gitara
- Tihomir Hinić - Tile – bubnjevi
- Nebojša Pavlović – truba

## Prijašnji članovi
- Petar Milanović - Pera  - trombon, saksofon
- Vladimir Popović - Hobbo – vokal
- Miloš Kovačević - Kriva – bas gitara
- Branislav Lučić - Beban - udaraljke
- Ivana Blažević - Violina – violina
- Goran Mladenović - Japanac – bubnjevi
- Miloš Bakalović - Bakal – bubnjevi
- Sanja Lalić – prateći vokal

## Nagrade i priznanja
- Nagrada televizije Metropolis za otkriće godine, 2008.
- Pjesma "Perspektiva" nagrađena "MTV dvostrukom platinastom nagradom", 2011.
- Album "Perspektiva" nominiran za MTV nagradu – "Best Adria Act" 2011.
- MTV europska glazbena nagrada za najboljeg izvođača MTV Adrije, 2016.

## Vanjske poveznice
- Počeci Sarsa  Arhivirana inačica izvorne stranice od 19. lipnja 2013. (Wayback Machine) (na Neradniku)